# Рагби 13 репрезентација Украјине
Рагби 13 репрезентација Украјине је рагби 13 репрезентација, која представља Украјину у овом екипном, колизионом спорту.
Украјина је тренутно 39. на светској рагби 13 листи. Утакмице као домаћин, рагби 13 репрезентација Украјине игра на стадиону "Динамо" у  граду Харков, који се налази у североисточном делу Украјине.
Рагби 13 репрезентација Украјине није успела до сада, да се квалификује на Светско првенство у рагбију тринаест, али је редовни учесник Европског првенства у рагбију тринаест дивизија Ц (трећи ешалон).
Украјина је до сада четири пута играла против Србије и сва четири пута су наши рагбисти били бољи.

## Историја украјинског рагбија 13
Прву званичну утакмицу, рагби 13 репрезентација Украјине је одиграла против Летоније 24.7.2009. Резултат је био 40-6 за украјинске тринаестичаре. Највећу победу, тринаестичари Украјине су остварили над Летонијом у септембру 2010. Резултат је био 112-0. Највећи пораз Украјина је доживела од Русије, 14-62 у јуну 2010.

## Стручни штаб рагби 13 репрезентације Украјине
- Селектор Генади Веприк
- Тренер Артур Мартироси
- Тренер Виктор Мелничук
- Менаџер Роман Бихов
- Администратор Сергеј Кирпинчков
- Лекар Константин Скрипниченко

## Тренутни састав украјинске рагби 13 репрезентације
- Богдан Веприк
- Дмитри Семеренко
- Евгениј Трусов
- Александар Сивокоз
- Александар Козак
- Михајл Трон
- Анатолиј Гранковски
- Александар Шербина
- Александар Скорбач
- Вадим Полхович
- Сватослав Андрејченко
- Владимир Радчик
- Остап Гришенко
- Дмитри Кајевич
- Владимир Карпенко
- Владимир Мазепа
- Игор Оркин
- Андреј Шакура
- Николај Шалајев
- Назар Семен
- Михајл Павлив

## Учинак рагби 13 репрезентације Украјине
| Противник | Одиграно утакмица | Победа Украјине | Нерешено | Пораз Украјине |
| --------- | ----------------- | --------------- | -------- | -------------- |
| Чешка     | 3                 | 3               | 0        | 0              |
| Естонија  | 1                 | 0               | 0        | 1              |
| Грчка     | 1                 | 0               | 0        | 1              |
| Италија   | 3                 | 0               | 0        | 3              |
| Летонија  | 2                 | 2               | 0        | 0              |
| Малта     | 1                 | 1               | 0        | 0              |
| Норвешка  | 1                 | 1               | 0        | 0              |
| Русија    | 5                 | 1               | 0        | 4              |
| Србија    | 4                 | 0               | 0        | 4              |